# 八幡屋公園

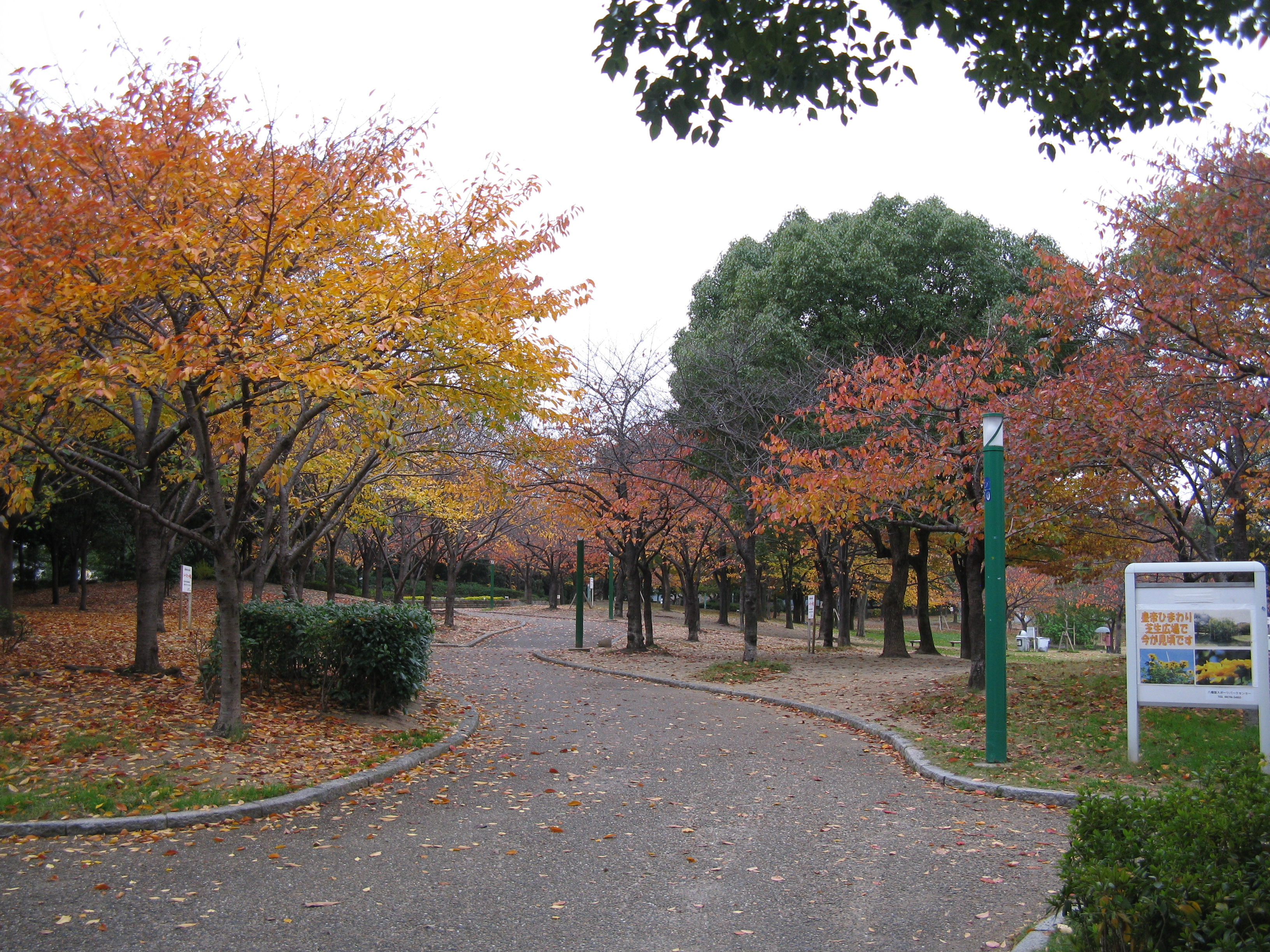
紅葉の季節

八幡屋公園（やはたやこうえん）は、大阪府大阪市港区に位置する都市公園（総合公園）である。

## 概要
大阪市営の公園であるが、指定管理者制度に基づき管理・運営されている。面積は約12.4ヘクタール。
1923年、当地に「大阪市立運動場」が開場したことに始まる。当時としては東洋一の規模とされ、戦前は大規模な競技大会も行われたが、1964年に長居公園内に長居陸上競技場が完成して以降、主要な陸上競技大会は長居で開催されるようになった。そのため運動場を廃止し、1972年に八幡屋交通公園として新たに開園。実際の公道そっくりの道路が園内に作られ、信号機や踏切などを体験しながら交通ルールを学ぶ場として利用された。運動場の廃止に伴い、1956年に開設された大阪国際見本市港会場の敷地も拡張されている。
1985年に大阪国際見本市港会場が南港に移転し「インテックス大阪」となったことで、1993年以降、見本市会場跡地と交通公園を一体化した八幡屋公園として再整備されることとなった。それを受け、1996年に大阪プールと大阪市中央体育館が八幡屋公園に移転した。

## 施設
- 大阪プール
- 大阪市中央体育館
- 風の砦
- 芝生公園
- 大阪市立港スポーツセンター

## かつて存在した施設
- 市電保存館

「八幡屋交通公園」を名乗っていた1974年4月30日に開館。大阪市電の車両6両が屋内に保存されていた。1993年に公園再開発のため閉鎖され、保存車両は大阪市交通局緑木検車場内の保存庫に移転した。
緑木へ移転後は市電の常時公開をやめ、交通局時代は毎年11月に同検車場で開催する「おおさか市営交通フェスティバル」にあわせて一般公開を実施していた。民営化後は前記イベントの後継に当たる「Osaka Metro フェスティバル」で公開している ほか、2019年5月には「Osaka Metroなつかしの車両の公開」と題して、森之宮検車場と併せた公開が実施されている（いずれも事前応募制）。

## 所在地
大阪市港区田中3丁目

## アクセス
- Osaka Metro中央線朝潮橋駅下車、西へすぐ。